# Ширин, Шармин Султана
Шармин Султана Ширин (бенг. শারমিন সুলতানা শিরিন; род. 26 января 1989) — бангладешская шахматистка, международный мастер среди женщин (2019). Победительница чемпионата Бангладеш по шахматам среди женщин (2009, 2013).

## Биография
Шармин Султана Ширин два раза побеждала в чемпионатах Бангладеш по шахматам среди женщин: в 2009 и 2013 году.
Шармин Султана Ширин трижды представляла Бангладеш в шахматных олимпиадах среди женщин (в 2010, 2012 и 2014 годах). Она участвовала в Азиатских играх 2010 года в соревнованиях по классическим и быстрым шахматам. Она также участвовала в индивидуальных соревнованиях по шахмат среди женщин на Азиатских играх по боевым искусствам и состязаниям в помещениях в 2013 и 2017 годах.
В июле 2021 года Шармин Султана Ширин приняла участие в Кубке мира по шахматам среди женщин в Сочи, где в 1-м туре проиграла американской шахматистке Кариссе Йип со счётом 0:2.
За успехи в турнирах ФИДЕ присвоила Шармин Султане Ширин звание международного мастера среди женщин (WIM) в 2019 году.

## Изменения рейтинга
| Графики недоступны из-за технических проблем. См. информацию на Фабрикаторе и на mediawiki.org. |